# 半锥头叶蝉属
半锥头叶蝉属（学名：Hemisudra）是叶蝉科下的一个属。

## 下属物种
本属包括以下物种：
- Hemisudra borneensis Schmidt, 1911
- 叉突半锥头叶蝉 Hemisudra furculata (Cai & He, 2002)